# The Guardian (película de 2006)
The Guardian (conocida en español como El guardián o Guardianes de altamar) es una película estadounidense dirigida por Andrew Davis. La cinta fue estrenada el 29 de septiembre de 2006 en Estados Unidos y el 11 de octubre de ese mismo año en España.

## Sinopsis
El legendario, el mejor entre los mejores nadadores de rescates, Ben Randall (Kevin Costner), ha batido todos los récords posibles y aparece como el único superviviente de un accidente mortal en helicóptero, ocurrido durante una tormenta de enormes proporciones en medio del mar, donde perdió a su mejor amigo, Carl (Omari Hardwick),un miembro de la tripulación, y a otros compañeros.
Después del accidente se dedica a impartir clases a la Escuela en donde tendrá que convertir a unos aspirantes novatos en los mejores nadadores de rescate.
Intentará de cualquier manera eliminar el horrible recuerdo del accidente de su memoria, por lo que se entregará totalmente a sus clases, añadiendo un método de enseñanza demasiado drástico.
Ben mantiene una relación complicada con su mujer, Helen, debido al excesivo tiempo que pasa trabajando, pero va mejorando poco a poco, ya que su nuevo trabajo es más estable.
En sus clases conocerá a Jake Fischer (Ashton Kutcher) un joven campeón de natación que aspira a ser el mejor nadador de rescate.
Es aquí cuando Ben intentará enseñar a sus alumnos (en especial a Jake) de la importancia de saber tomar la decisión correcta en el momento adecuado. Decidir quien morirá y quien sobrevivirá es una decisión que tendrán que tomar muy a menudo.
A lo largo del curso Ben interará moldear a Jake en su comportamiento para que nunca llegue a cometer los errores que él cometió en su vida.
Al finalizar las clases Jake se designara a la estación Kodiak (Alaska) donde tendrá que realizar rescates extremos.

## Curiosidades
El accidente de helicóptero sucedió de verdad, aunque en vez de un HH-60 Jayhawk como aparece en la película, era un Sea King.